# Kouraj
Kouraj est une association haïtienne de défense des droits et des libertés des personnes lesbiennes, gays, bisexuelles et transgenres.

## Histoire
L'association provient d'une première association LGBT créée en 2009, Ami Ami. En 2010, des Haïtiens accusent les homosexuels d'être responsable du tremblement de terre. En décembre 2011, les membres de ce groupe décident de changer le nom et les buts de l'association. Elle prend le nom de KOURAJ Pour la Défense des Droits Humains en Haïti. Elle est soutenue par le Bureau International des Avocats et le Défenseur des Opprimés,.
Le but de l'association est de défendre « les droits humains de la communauté M ». La communauté M réunit les personnes traitées de Masisi, Madivin, Gason Makomè ou Mix. « Nous définissons un masisi comme toute personne qui a été, est ou sera potentiellement ou réellement discriminé et/ou stigmatisé à cause de son orientation sexuelle ou de son identité de genre. […] nous faisons le choix de parler de communauté M ce qui inclut les lesbiennes, les gays, les bisexuels, les intersex, les transgenres, les transexuelles et tous ceux qui ne correspondent pas à la norme culturelle hétérosexuelle que nous impose violemment la société haïtienne ».
En janvier 2013, l'association dénonce les propos homophobes de responsables religieux. En juillet 2013, elle réclame la protection des LGBT à la suite d'une manifestation contre les homosexuels. À la fin de cette année, l'association reçoit des menaces et ses bureaux sont vandalisés,.
En 2016, Kouraj interpelle un sénateur de la ligue dessalinienne, qui accusait les scènes homosexuelles diffusées par la télévision de « troubler le développement normal de la jeunesse ».
Le 25 novembre 2019, le président fondateur de Kouraj, Charlot Jeudy est retrouvé sans vie dans des circonstances troubles. L’homme était âgé d’une trentaine d’années, les mobiles de sa mort restent à déterminer. Toutefois, des proches évoquent un possible empoisonnement.